# 2021 en Inde
Chronologie de l'Inde
- 2017
- 2018
- 2019
- 2020
- 2021
- 2022
- 2023
- 2024
- 2025

Cette page concerne les évènements survenus en 2021 en Inde  :

## Évènement
- Pandémie de Covid-19
- Poursuite de la protestation d'Amaravati (en) en Andhra Pradesh.
- Recensement de l'Inde
- révélations sur le projet Pegasus en Inde (en)
- 26 janvier : manifestation des agriculteurs à l'occasion de la Journée de la République de 2021 (en).
- 11 février : marche de protestation de Nabanna (en)
- 25 février : alerte à la bombe à Antilia (en)
- 15-16 juin : combat de la vallée de Galwan
- 12 août : échec du lancement du satellite GISAT-1
- 16-21 août : opération Devi Shakti (en), afin d'évacuer les citoyens indiens et les ressortissants étrangers d'Afghanistan après l'effondrement de la République islamique d'Afghanistan et la chute de Kaboul.
- 21 septembre : 13e sommet (en) du BRICS (Brésil, Russie, Inde, Chine et Afrique du Sud) à New Delhi.
- 20-29 octobre : émeutes de Tripura (en)
- 4 décembre : massacre d'Oting.
- 8 décembre : accident d'un Mil Mi-17 de l'armée de l'air indienne.

## Cinéma
- 17 mai : 66e Filmfare Awards (en)
- date non indiquée : 68e National Film Awards (en)

Sortie de films
- Bell Bottom (en)
- Bunty Aur Babli 2 (en)
- Methagu
- Mumbai Saga (en)
- Radhe (en)
- Roohi (en)
- Sooryavanshi

## Sport
- Championnat d'Inde de football 2020-2021
- Championnat d'Inde de football 2021-2022
- Indian Super League 2020-2021
- Indian Super League 2021-2022

## Décès
- K. V. Anand (en), producteur et réalisateur de cinéma.
- Mohanbhai Sanjibhai Delkar (en), personnalité politique.
- Dadudan Gadhvi (en), poète et chanteur.
- Theepetti Ganesan (en), acteur.
- Rajiv Kapoor (en), acteur.
- Shani Mahadevappa, acteur.
- Neelamperoor Madhusoodanan Nair, poète.
- Rohit Sardana (en) présentateur et journaliste.
- Shashikala, actrice.
- Sardool Sikander (en), chanteur.
- Buta Singh, personnalité politique.
- Vivek (en), acteur.